# Alphacrambus parvus
Alphacrambus parvus là một loài bướm đêm trong họ Crambidae.